# Jan Roegiers (historicus)
Jan Roegiers (Sleidinge, 19 oktober 1944 - Leuven, 12 juli 2013) was een Belgisch historicus, archivaris, bibliothecaris en hoogleraar aan de Katholieke Universiteit Leuven.

## Biografie
Jan Roegiers ging naar het Sint-Vincentiuscollege in Eeklo. Hij volgde een seminarieopleiding aan het Bisschoppelijk Seminarie in Gent, die hij echter niet voltooide. Vervolgens studeerde hij geschiedenis aan de Katholieke Universiteit Leuven. Zijn eindverhandeling schreef hij over de theoloog Jan Frans van de Velde. Verder behaalde hij ook een licentiaat morele en religieuze wetenschappen. Zijn tweede eindverhandeling behandelde de oprichting en beginjaren van het Bisschoppelijk Seminarie in Gent. Promotor van zijn proefschrift was Jan Van Houtte. Hij werd hoogleraar aan de faculteiten Letteren en Theologie en Religiewetenschappen. Roegiers was specialist in universiteitsgeschiedenis, kerkgeschiedenis en geschiedenis van de 18de-eeuwse Nederlanden. Hij werd emeritus in 2010.
Hij was ook hoofdbibliothecaris van de Universiteitsbibliotheek (1981-1996) en archivaris van de KU Leuven (1975-2009). Hij was de drijvende kracht achter het Universiteitsarchief en tevens verantwoordelijke voor het Kunstpatrimonium (1983-2009). Na zijn overlijden werd binnen het Bibliotheekfonds van de KU Leuven het Jan Roegiersfonds opgericht, dat werd opgebouwd rond zijn bibliotheekcollectie die hij aan de universiteit schonk.
Roegiers assisteerde de adellijke families Arenberg en Spoelberch in hun erfgoedbeleid en mecenaat. Hij was stichter van de Vrienden van de Leuvense Universiteitsbibliotheek. Hij stond ook mee aan de wieg van KADOC, het Documentatie- en Onderzoekscentrum voor Religie, Cultuur en Samenleving. Hij was redactielid van het tijdschrift Lias en was actief in de Werkgroep Achttiende Eeuw. In 1992 was hij betrokken bij de oprichting van Trajecta, een tijdschrift voor de geschiedenis van het katholieke leven in de Nederlanden. Hij was ook bestuurder bij de Stichting Jaarlijkse Literatuurprijs voor fictie en non-fictie (AKO Literatuurprijs). In 2000 volgde hij Roger Aubert op als directeur van het tijdschrift Revue d'histoire ecclésiastique. In 1996 werd hij lid van de Koninklijke Vlaamse Academie van België voor Wetenschappen en Kunsten. Hij was ook betrokken bij de redactie van het Nationaal Biografisch Woordenboek en lid van de adviesraad van het Hollands College.
Sinds mei 2014 draagt de leeszaal van het Universiteitsarchief van de KU Leuven de naam 'Jan Roegiersstudiezaal'.